# Maison de la Grande-Rue à Condé-sur-Noireau
La maison de la Grande-Rue est un ancien édifice situé à Condé-en-Normandie, dans le département français du Calvados, en France. Elle est détruite en juin 1944, lors des bombardements stratégiques alliés.

## Localisation
Le monument était situé sur la Grande-Rue.

## Historique
L'édifice est inscrit au titre des Monuments historiques depuis le 2 janvier 1929.
Il est détruit pendant les bombardements de la bataille de Normandie, dont celui du 6 juin qui détruit à peu près toute la ville.